# Thriller psicologico
Il thriller psicologico è uno specifico sottogenere del più ampio genere thriller. Questo genere spesso ingloba elementi provenienti dai gialli oltre ai tipici tratti del genere thriller.
In genere, i thriller si focalizzano sulla trama piuttosto che sui personaggi, e quindi enfatizzano le azioni intense e fisiche sulla psiche dei personaggi. I thriller psicologici tendono a invertire questa formula, enfatizzando i personaggi tanto quanto la trama, se non anche di più.
La suspense creata dai thriller psicologici spesso deriva dal tentativo di due o più personaggi di attaccare la mente dell'altro, oppure giocando giochi ingannevoli con gli altri o solo cercando di demolire lo stato mentale dell'altro. A volte la suspense deriva dall'interno di un personaggio unico che deve risolvere dei conflitti con la sua stessa mente. Di solito, questo conflitto è uno sforzo per capire qualcosa che gli è capitato. Questi conflitti sono resi più vividi con espressioni fisiche del conflitto nel senso di manifestazioni fisiche.

## Analisi della definizione
- Thriller - Un genere di finzione che cerca di colpire il pubblico mettendo in grande rischio i personaggi. Questa costante difficoltà attraverso la storia rende la narrativa piena di suspense per il lettore creando un'atmosfera tesa.
- Psicologico - Gli elementi sono collegati alla mente o ai processi della mente; essi sono mentali più che fisici.
- Thriller + Psicologico - Combinando questi due termini, la definizione cambia in una narrativa che vede i personaggi esposti a rischi a livello mentale piuttosto che a livello fisico. I personaggi non fanno più affidamento sulla forza fisica per sconfiggere i loro nemici brutali (il che succede spesso nei thriller d'azione), ma piuttosto si affidano alle loro risorse mentali, sia che si debba lottare con un avversario formidabile sia che si debba lottare per l'equilibrio nella stessa mente del personaggio.

## Strumenti e tecniche letterarie
- Flusso di coscienza - una tecnica letteraria che cerca di descrivere il punto di vista dell'individuo dando l'equivalente scritto del processo mentale del personaggio. Nei thriller psicologici, la narrativa cerca di manifestare la psiche del personaggio attraverso l'uso delle parole, descrizioni o immagini.
- Io narrante - una tecnica letteraria nella quale la storia viene raccontata da uno o più personaggi, che esplicitamente si riferiscono a lui o a lei in prima persona, che è, Io. Questo coinvolgimento diretto che il personaggio ha con la storia rende il lettore più vicino ai personaggi stessi, e quindi capace di comprendere le meccaniche della mente dei personaggi.
- Back-story - la storia dietro la situazione che esiste all'inizio della storia principale. Questo approfondisce l'aspetto psicologico della storia perché il lettore è capace di capire maggiormente il personaggio; più specificatamente: quali sono le motivazioni del personaggio e come il suo passato ha plasmato le sue attuali percezioni cognitive.

## Temi
Molti thriller psicologici sono stati creati negli anni passati, tutti in vari media (film, letteratura, radio, etc.). Nonostante queste forme di rappresentazione molto diverse, dei caratteri generali sono apparsi attraverso i racconti. Alcuni di questi temi includono:
- Realtà - La qualità dell'essere reale. I personaggi spesso cercano di determinare cosa è vero e cosa non lo è nel racconto.
- Percezioni - L'interpretazione di una persona del mondo attorno a lui attraverso i suoi sensi. Spesso i personaggi non percepiscono il mondo attorno a loro, o le loro percezioni sono alterate da fattori esterni dentro la narrativa (p.es. un narratore inaffidabile).
- Mente - La coscienza umana: il luogo della personalità, del pensiero, della ragione, della memoria, dell'intelligenza e delle emozioni. La mente è spesso usata come luogo per conflitti narrativi, dove i personaggi combattono le loro stesse menti per raggiungere un nuovo livello di comprensione o di percezione.
- Esistenza/Scopo - L'oggetto per il quale qualcosa esiste; un obiettivo o una meta che gli uomini cercano per capire la loro ragione di esistere. I personaggi spesso cercano di capire quali siano i loro scopi nelle loro vite e il conflitto narrativo spesso è un modo per i personaggi di scoprire questo scopo.
- Identità - La definizione di se stesso. I personaggi spesso sono confusi o dubitano su chi siano e cercano la loro vera identità.
- Morte - La fine della vita. I personaggi temono oppure sono affascinati dalla morte.

## Spunti filosofici
Con la sua intensa focalizzazione su questioni filosofiche come i processi mentali, il comportamento, e le interazioni umane, i thriller psicologici spesso toccano diverse questioni filosofiche. Queste idee teoretiche e concettuali in genere si focalizzano sul ruolo umano nell'universo.

### Metafisica
Metafisica - L'area filosofica più dominante nei thriller psicologici, dato che cerca di spiegare il mondo e definire la realtà, un compito che i thriller psicologici cercano di fare da soli. Ci sono specifiche aree in questa categoria sulle quali si focalizzano questi thriller:
- Esistenzialismo - Reputa l'esistenza umana come inspiegabile e sconosciuta. Quindi gli uomini sono totalmente liberi da qualsiasi fattore di controllo e sono responsabili di quello che fanno di loro stessi. Nei thriller psicologici, il mondo che i personaggi abitano diventa desolato e senza senso perché essi non hanno nessun senso di sicurezza o un sentimento di salvezza; loro possono solo contare su loro stessi e sulla loro mente mentre il mondo circostante rimane incerto e misterioso. I racconti pulp e i film noir spesso incentrano le loro storie su questi aspetti.
- Determinismo - Ogni evento, nel quale il personaggio è coinvolto, incluse la cognizione e l'azione, è causalmente determinato da una continua catena di precedenti avvenimenti. Questo concetto crea personaggi che sono disperati e si sentono senza speranza perché non possono cambiare ciò che accade loro intorno, cioè, che il mondo è fuori controllo. (Vedi anche Causalità).
- Fatalismo - Simile al determinismo, il fatalismo è la visione che le scelte e le azioni umane sono inutili per determinare gli eventi, poiché quello che deve succedere succederà comunque, nonostante le nostre azioni. Nei thriller psicologici, i personaggi combattono una battaglia persa per ottenere il controllo delle loro stesse vite in un mondo caotico e senza senso. Questo è spesso integrato con l'esistenzialismo.
- Ontologia - cerca di determinare ciò che esiste veramente e cosa è inventato chiedendo: "cosa esiste veramente?" I personaggi nei thriller psicologici spesso pongono queste domande molto provocanti e cercano di rispondere, ma talvolta la risposta è più confusa della domanda.
- Dualismo - Il credere che il mondo che ci circonda sia diviso in due entità separate: la mente e la materia. Spesso nei thriller psicologici, i personaggi trovano difficile separare questi due elementi. Il risultato è che i personaggi sono incapaci di determinare cosa è fisicamente presente e cosa è un prodotto della loro mente.

### Etica
Etica - L'investigazione di cosa è giusto e cosa è sbagliato. I personaggi nei thriller psicologici spesso si sforzano con questa determinazione. Essi spesso affrontano il dilemma quando giusto e sbagliato sembrano la stessa cosa, e i confini tra i due sono sfocati in una irriconoscibile zona grigia.
- Moralità - Il concetto di cosa è giusto e cosa è sbagliato. Spesso, questi valori sono messi in noi dalla società. Questo può sfociare in conflitto: seguiamo la nostra coscienza o seguiamo gli standard della società?
- Scetticismo morale - Il concetto che le morali sono sempre false o non possono essere mai determinate.
- Esistenzialismo - Il concetto che l'uomo è libero di creare le sue convinzioni su cosa costituisce la moralità. Questa visione è stata espressa per la prima volta da Ralph Waldo Emerson nel libretto: "Pensa ciò che sei", da cui Friedrich Nietzsche prese spunto per le sue teorie proposte nel libro "Aurora".
- Nichilismo - Questo concetto dice che il mondo, e specialmente l'esistenza umana, non ha un significato oggettivo, uno scopo, una verità comprensibile o un valore essenziale. Questo aspetto è spesso incorporato nella narrativa con l'esistenzialismo, il determinismo e il fatalismo. I personaggi spesso si sentono senza speranza e depressi, vivendo in un mondo senza senso.

### Altre questioni filosofiche
Modello di Kübler Ross - Il processo col quale le persone hanno a che fare con sofferenze e tragedie. I thriller psicologici spesso contengono questo concetto, con i personaggi che esplorano la negazione, la rabbia, il patteggiamento, la depressione, e l'accettazione. I personaggi non possono sopportare la morte di un altro personaggio o non possono accettare la loro stessa morte.

## Esempi

### Sceneggiatori e registi del genere
- Brad Anderson - lavora efficacemente nell'horror psicologico. È il regista de L'uomo senza sonno e di Session 9.
- Dario Argento - Regista italiano considerato il maestro del giallo all'italiana. Spesso crea misteri che hanno una natura psicologica, con il passato dei personaggi che influenza le loro azioni presenti, come in 4 mosche di velluto grigio, Tenebre, Trauma e La sindrome di Stendhal.
- Park Chan-wook - Regista sudcoreano che ha significativamente esplorato il genere nella sua trilogia della vendetta (Mr. Vendetta, Old Boy e Lady Vendetta).
- David Cronenberg - regista canadese che focalizza sugli orrori psicologici della nostra mente. Le sue storie spesso trattano della mente, come in Brood - La covata malefica, Scanners, Videodrome, Inseparabili e Spider.
- Brian De Palma - Fonde l'erotismo con il genere thriller. Spesso usa il tema dello sdoppiamento nella mente dei personaggi, come in Le due sorelle, Obsession - Complesso di colpa, Vestito per uccidere, Omicidio a luci rosse e Doppia personalità.
- David Fincher - Thriller cupi e spaventosi che si focalizzano sulla psicologia umana, come in Seven, Fight Club e Gone Girl.
- Alfred Hitchcock - Il maestro della suspense, Hitchcock spesso applicava concetti freudiani ai suoi thriller, come in Rebecca - La prima moglie, Io ti salverò, La donna che visse due volte, Psyco e Marnie.
- Richard Kelly - Regista che ha esaminato molti dei temi illustrati sopra nel film Donnie Darko.
- Stanley Kubrick - Usa le immagini che danno agli spettatori un senso di inquietudine (p. es, claustrofobia), come nel film Arancia meccanica.
- David Lynch - Regista surreale i cui misteri sono di solito puzzle della mente. Sia il pubblico che gli stessi personaggi devono capire cosa è vero e cosa non lo è, specialmente in Fuoco cammina con me, Strade perdute, Eraserhead - La mente che cancella e Mulholland Drive.
- Christopher Nolan - Regista anglo-americano le cui strutture narrative spesso riflettono la costruzione mentale dei personaggi, come in Memento, Following e The Prestige.
- Darren Aronofsky - Regista statunitense il cui stile tende ad avvicinarsi maggiormente all'horror psicologico. I suoi film sono ricchi di tecniche particolari come lo split screen, il time lapse o l'hip hop montage che creano un forte legame con lo spettatore, come in Requiem for a Dream o Il Cigno Nero.
- Roman Polański - Regista polacco i cui thriller si focalizzano sull'alienazione e l'isolamento del personaggio, come in Repulsione e L'inquilino del terzo piano.
- M. Night Shyamalan - regista indo-americano molto conosciuto per fare thriller psicologici che hanno spesso un finale a sorpresa, come in The Sixth Sense - Il sesto senso e Unbreakable - Il predestinato.
- Stephen King - scrittore e sceneggiatore statunitense conosciuto in tutto il mondo per le sue trame orrorifiche ricche di immagini spaventose e visioni, come in It.

### Esempi nella letteratura
- Patricia Highsmith - I suoi romanzi spesso presentano maschi psicotici e antieroici, che uccidono durante uno sfogo di passione o solamente per scappare da una brutta situazione. L'esempio più famoso è il suo personaggio ricorrente Tom Ripley, un sociopatico amorale, sessualmente ambiguo e emozionalmente instabile.
- Desmond Cory - I popolari romanzi della Cory sono diventati film di successo (The Mark of the Phoenix, L'ultimo inganno) e una serie televisiva (Circe Complex). Cory ha esplorato molti aspetti diversi del thriller psicologico, con un largo spettro di personaggi che andavano dal ladro di gioielli al terrorista.
- Jonathan Kellerman - I romanzi su Alex Delaware di Kellerman spesso trattano di varie materie di psicologia criminale.
- Robert Banfelder - Ha scritto una serie di dieci romanzi su omicidi seriali e ha dato opinioni esperte su molte interviste sui serial killer, sui quali ha lavorato molto.
- Lynn Tincher - Ha scritto una serie di romanzi sulla manipolazione psicologica e sugli omicidi seriali.
- Melanie Wells - A differenza dei suoi contemporanei, Wells ha preso un approccio diverso al genere aggiungendo elementi supernaturali. I suoi romanzi, come When The Day of Evil Comes, The Soul Hunter e My Soul To Keep, presentano i giochi psicologici mentali di Peter Terry - un demone che cerca di rubare la speranza e la pace mentale delle vittime.
- Mary Higgins Clark - I suoi romanzi quasi sempre si focalizzano su donne di successo catturate in diabolici giochi di uomini, che sono di solito psicotici o sessualmente perversi. I crimini nelle sue storie spesso includono i bambini in qualche modo, e occasionalmente si ha anche fare con la telepatia di un bambino.
- Nicci French - Lo pseudonimo del team moglie-e-marito Nicci Gerrar e Sean French. I loro romanzi spesso si evolvono attorno a una giovane protagonista che è definita dagli altri o sospettata di essere una killer psicopatica. Le storie sono abbastanza uniche perché si concentrano tanto, se non di più, sulle vittime del crimine che non sui criminali.
- Wulf Dorn - Ha scritto La psichiatra, Il superstite e Follia profonda", autore tedesco che ha avuto molto successo in questo genere.
- Lars Kepler - Lo pseudonimo dei coniugi svedesi Alexander Ahndoril e Alexandra Coelho. Hanno scritto L'ipnotista, L'esecutore e La testimone del fuoco.